# Marek Čulen
Marek Čulen (8. března 1887 Brodské – 26. prosince 1957 Brodské) byl československý politik a poslanec Národního shromáždění za Komunistickou stranu Československa, v 50. letech pověřenec zemědělství.

## Biografie
Pocházel z chudé rolnické rodiny. Před první světovou válkou dvakrát dlouhodobě pobýval za prací v USA. Odjel tam roku 1906 a v Chicagu se angažoval v dělnických spolcích.
V lednu 1921 patřil mezi hlavní aktéry sjezdu sociálně demokratické levice v Ľubochni a Ružomberku, kde krystalizovala budoucí komunistická strana na Slovensku a Podkarpatské Rusi. Na ustavujícím sjezdu KSČ pak byl zvolen náhradníkem ÚV KSČ. V letech 1922–1923 byl krajským tajemníkem strany v Bratislavě. Pak z této funkce odešel a byl obvodním důvěrníkem v rodném Brodském. Téhož roku po vzniku takzvané Rolnické internacionály se stal hlavním organizátorem komunistů mezi malorolníky. Během frakčních sporů v 1. polovině 20. let uvnitř KSČ představoval levicové křídlo, které roku 1924 kritizovalo coby centristickou politiku funkcionářů jako byl Bohumír Šmeral.
V parlamentních volbách v roce 1925 se stal poslancem Národního shromáždění. V roce 1929 ale v souvislosti s frakčním bojem uvnitř KSČ (nástup skupiny mladých, radikálních komunistů, takzvaní Karlínští kluci, kteří do vedení KSČ doprovázeli Klementa Gottwalda) ze strany odešel (byl vyloučen) a v červnu 1929 se stal členem nového poslaneckého klubu nazvaného Komunistická strana Československa (leninovci). Profesí byl podle údajů z roku 1925 malorolníkem v Brodském.
Již roku 1932 se do komunistické strany vrátil a byl navrácen i na post předsedy Svazu malorolníků a domkářů. Během druhé světové války působil v zahraničním byru KSČ v Moskvě (KSČ ho do sovětského exilu vyslala roku 1939, byl členem předsednictva Všeslovanského výboru). V září 1944 přiletěl na Slovensko, kde se zapojil do akcí domácího odboje v rámci Slovenského národního povstání.
Po osvobození byl v březnu 1945 kooptován do Ústředního výboru Komunistické strany Slovenska. V letech 1950–1955 byl členem předsednictva ÚV KSS. IX. sjezd KSČ ho zvolil členem Ústředního výboru Komunistické strany Československa. Roku 1955 a 1957 získal Řád republiky. Zastával i četné další funkce. V únoru 1948 se stal předsedou Jednotného zväzu slovenských roľníkov. Funkci si podržel do roku 1952. V letech 1951–1953 zasedal v slovenském Sboru pověřenců jako pověřenec zemědělství.
V srpnu 1945 byl delegáty národních výborů zvolen za poslance Slovenské národní rady. Zasedal zde do roku 1946. V letech 1945–1946 byl i poslancem československého Prozatímního Národního shromáždění a v letech 1946–1948 Ústavodárného Národního shromáždění. V letech 1948–1957 zasedal v Národním shromáždění. Po jeho smrti jej v poslaneckém křesle nahradil Michal Chudík.
K roku 1954 se profesně uvádí jako předseda JZD v obci Brodské. Zemřel v prosinci 1957 po těžké a dlouhé nemoci.